# بريندان أوغسطين
بريندان أوغسطين (بالإنجليزية: Brendan Augustine)‏ ولد 26 أكتوبر 1971 في كيب الشرقية، جنوب أفريقيا، هو لاعب كرة قدم جنوب أفريقي سابق كان يلعب كمهاجم. شارك بريندان مع منتخب بلاده في عدة بطولات من بينها بطولة كأس العالم لكرة القدم 1998.

## مسيرته الكروية
لعب بريندان أوغسطين خلال مسيرته الاحترافية مع 3 أندية في اثنا عشر موسمًا وسجل خلالها 51 هدفًا ضمن 227 مباراة. ولم يفز بأي موسم بالكأس أو بالدوري.
خاض بريندان أوغسطين مسيرته مع نادي بوشبكس في موسم 1990 ليلعب معه ستة مواسم، مشاركًا في 132 مباراة سجل خلالها 44 هدفًا. ثم انتقل إلى نادي لاسك لينتس في موسم 1995–96 ليلعب معه أربعة مواسم، حيث شارك في 78 مباراة سجل خلالها 4 أهداف. لينتقل بعدها إلى نادي أياكس كيب تاون في موسم 1999–00 ولمدة موسمين، مشاركًا في 17 مباراة سجل خلالها 3 أهداف.

## روابط خارجية
- بريندان أوغسطين على موقع الاتحاد الدولي (مؤرشف)  (الإنجليزية)
- بريندان أوغسطين على موقع قاعدة بيانات كرة القدم.إي يو (الإنجليزية)
- بريندان أوغسطين على موقع ناشيونال فوتبول تيمز (الإنجليزية)
- بريندان أوغسطين على موقع عالم كرة القدم.نت (الإنجليزية)